# Kohlbach Bertalan
Kohlbach Bertalan (Liptószentmiklós, 1866. augusztus 11. – Budapest, Józsefváros, 1944. február 23.) tanár, néprajztudós, rabbi.

## Élete
Kohlbach Sámuel rabbi és Ber Jentel/Jetti fia. Apja két és fél évig az ácsi hitközség rabbija volt, míg anyai nagyapja Ber Nicolau (1794–1861) liptószentmiklósi rabbi volt. Az elemi iskolai tanulmányait szülővárosában végezte, majd 1877–1879-ben magántanulóként elvégezte a gimnázium négy osztályát. 1879-től az Országos Rabbiképző Intézet alsó tanfolyamán folytatta tanulmányait, és 1884-ben sikeres érettségi vizsgát tett. 1884–85-ben a breslaui Jüdisch-Theologisches Seminar hallgatója volt, s elsősorban vallásbölcsészetet és keleti nyelveket hallgatott. 1885 őszétől a Budapesti Tudományegyetem Bölcsészettudományi Karán és a Rabbiképzőn tanult. Előbbiben 1888-ban sikeres doktori vizsgát tett, majd két évvel később a rabbiképesítő vizsgákat is sikeresen teljesítette. 1890 februárjában avatták rabbivá. 1890 márciusától a temesvári hitközség rabbija volt, de reformnézetei miatt összeütközésbe került a hitközség konzervatív vezetőivel, ezért 1896. március 27-én lemondott hivataláról. 1896 áprilisában beiratkozott a Berlini Egyetemre, ahol klasszika-filológiát, művészettörténetet és esztétikát tanult, valamint fejlesztette némettudását. Miután hazatért, ismét a Budapesti Tudományegyetem bölcseleti karának hallgatója lett, s 1897. október 27-én tanári képesítést szerzett latin és német nyelvből. 1897-től a Kaposvári Állami Főgimnáziumban tanított, majd később budapesti tanintézményekben, illetve Körmöcbányán és Nagyváradon működött. 1909 és 1932 között a budapesti Szent István Gimnázium tanára volt.
Folklorista munkássága jelentős volt. Tanulmányait a Magyar-Zsidó Szemle, az Izraelita Magyar Irodalmi Társulat (IMIT) Évkönyvei, a külföldi német és héber nyelvű folyóiratok közölték. Az IMIT alapító tagja volt. Írt a magyarországi múzeumok zsidó vonatkozású anyagáról, köztük a Magyar Nemzeti Múzeum makkabeus-érmeiről, melyeket ő fedezett fel, valamint nevelésügyi kérdésekről. Halálát villamosgázolás okozta.
A Kozma utcai izraelita temetőben helyezték végső nyugalomra.

## Családja
Házastársa Katscher Ilona volt.
Gyermekei
- Kohlbach Emil (1892–?) mérnök. Felesége Hegedűs Klára (1897–?), Hegedűs Ármin építész lánya.
- Kohlbach Gabriella (Temesvár, 1896–?) építészmérnök. Férje Bickel János Erik (Göttingen, 1895–?) gépészmérnök.

## Főbb művei
- Jehuda Ibn Balam (doktori értekezés, Budapest, 1888)
- Székfoglaló (Temesvár, 1890)
- A hittan elemei. Az izraelita ifjúság számára. Temesvár, 1892. (2. kiadás. Temesvár, 1894)
- Avatási istentisztelet rendje (Temesvár, 1897)
- Adatok a zsidó néprajzhoz (IMIT Évkönyv, 1910–15)
- Folklore a zsinagógában (IMIT Évkönyv, 1930)
- Hellénizmus a zsidóságban (IMIT Évkönyv, 1940)

## Egyéb irodalom
- Forrai Márta: Kohlbach Bertalan kaposvári évei, In: Remény, 2006. 1. szám